# Juliet Schor
Juliet Schor, née en 1955, est une économiste et sociologue américaine. Ses recherches portent sur l'évolution du temps de travail et de loisirs, le consumérisme, les relations entre le travail et la famille, les problèmes des femmes, les inégalités économiques et l'impact du changement climatique sur l'environnement. 

## Biographie
Après un premier cycle à l'Université Wesleyenne, elle soutient une thèse d'économie à l'université du Massachusetts à Amherst. Elle enseigne ensuite au Williams College, à Columbia, à Harvard et depuis 2001 au Boston College. 
De 2010 à 2017, elle étudie l'économie collaborative au sein d'un projet de recherche financé par la Fondation MacArthur. Elle publie en 2020 un ouvrage consacré à cette thématique intitulé After the Gig: How the Sharing Economy Got Hijacked and How to Win it Back. En 2006, elle est lauréate du prix Leontief pour l'avancement des limites de la pensée économique.